# Тролі (фільм)
«Тролі» (англ. Trolls) — американський 3D комп'ютерно-анімаційний музично-комедійний фільм, знятий Майком Мітчеллом і Волтом Дорном на основі ляльок-тролів Томаса Дама. Прем'єра стрічки в Україні відбулась 27 жовтня 2016 року. Фільм розповідає про веселих тролів, на яких нападають злі бергени.
Вихід сиквелу «Тролі 2: Світове турне» запланований на квітень 2020.

## Озвучування
- Анна Кендрік — Мачок
- Джастін Тімберлейк — Пагін
- Зоуї Дешанел — Бріджит
- Крістофер Мінц-Плассе — Принц Хрящ
- Крістін Баранскі — Шеф
- Рассел Бренд — Ручай
- Гвен Стефані — Діджей Цукі
- Джон Кліз — Король Хряц Старший
- Джеймс Корден — Величко
- Джефрі Тембор — Король Пеппі
- Рон Фунчес — Купер
- Аіно Яво — Сатінка
- Кароліна Гельт — Синелька
- Кунал Найар — Діамант
- Волт Дорн — Крихітка
- Рис Дарбі — Боббі
- Рікі Діллон — Аспен Високий
- Мег Деангеліс — Моксі Росинка
- GloZell — Бабця Пагона
- Ґрейс Гелбіґ — Цукерочка
- Кенді Джонсон — Менді Блискітка
- Волт Дорн — Містер Дінклз
- Кувенжаней Волліс — Харпер
- Майк Мітчелл — Дарій
- Волт Дорн — Хмарко
- Іріс Дорн — Мала Мачок
- Ліам Генрі — Малий Пагін
- Кертіс Стоун — Тод
- Майк Мітчелл — Чад

## Український дубляж
Мультфільм дубльовано студією «Постмодерн» у 2016 році.
- Режисер дубляжу — Людмила Петриченко та Тетяна Музиченко
- Переклад та синхронізація тексту — Олекса Негребецький та Роман Дяченко
- Звукоінженери — Генадій Олексіїв, Антон Семикопенко
- Менеджер проекту — Ірина Туловська

Ролі дублювали:
- Дарина Муращенко — Мачок
- Павло Скороходько — Пагін
- Катерина Брайковська — Бріджит
- Володимир Канівець — Принц Хрящ
- Ірина Дорошенко — Шеф
- Олександр Погребняк — Ручай
- Світлана Шекера — Діджей Цукі
- Михайло Кришталь — Король Хряц Старший
- Роман Чупіс — Величко
- Євген Сінчуков — Король Пеппі
- Дмитро Гаврилов — Купер
- Аліса Гур'єва — Сатінка
- Антоніна Хижняк — Синелька
- Дмитро Терещук — Діамант
- Андрій Мостренко — Крихітка
- Дмитро Завадський — Боббі
- Дмитро Бузинський — Аспен Високий, Чад
- Вікторія Москаленко — Моксі Росинка
- Катерина Башкіна-Зленко — Бабця Пагона, Менді Блискітка, Харпер
- Оксана Гринько — Цукерочка
- В'ячеслав Дудко — Містер Дінклз, Дарій, Тод
- Михайло Войчукк — Хмарко
- Галина Дубок — Мала Мачок
- Арсен Шавлюк — Малий Пагін

## Виробництво
У квітні 2013 року DreamWorks Animation оголосила про придбання прав на екранізацію ляльок-тролів. 16 червня 2014 року було повідомлено про те, що Анна Кендрік озвучуватиме головну героїню на ім'я Мачок, а 15 вересня 2015 року — що Джастін Тімберлейк озвучуватиме головного героя на ім'я Пагін.

## Нагороди та номінації
| Список нагород та номінацій | Список нагород та номінацій | Список нагород та номінацій | Список нагород та номінацій                                            | Список нагород та номінацій | Список нагород та номінацій |
| Кінопремія                  | Дата церемонії              | Категорія                   | Номінант(и)                                                            | Результат                   | Дж                          |
| --------------------------- | --------------------------- | --------------------------- | ---------------------------------------------------------------------- | --------------------------- | --------------------------- |
| Кінопремія Голлівуду        | 6 листопада 2016            | Найкраща пісня              | «Can't Stop the Feeling!» — Джастін Тімберлейк                         | Перемога                    | [ 3 ]                       |
| Премія «Золотий глобус»     | 8 січня 2017                | Найкраща пісня              | «Can't Stop the Feeling!» — Джастін Тімберлейк, Макс Мартін, Shellback | Номінація                   | [ 4 ] [ 5 ]                 |